# Hermann von Werthern
Hermann Alfred Julius Carl Freiherr von Werthern (* 21. Februar 1811; † 1. Mai 1861) war ein preußischer Landrat. 
Hermann stammte aus der Brücken’schen Linie der Adelsfamilie von Werthern. Seine Eltern waren der Major August Georg Wilhelm von Werthern (* 19. November 1762; † 20. Oktober 1821) und dessen zweiter Ehefrau Eleonore von Voß († 1824). Von 1824 bis 1829 besuchte er die königliche Landesschule Pforta.
Er war von 1842 bis zu seinem Tod 1861 Landrat des Kreises Sangerhausen. Er starb im Alter von 50 Jahren.
Aus seiner mit Charlotte Luise, geborene von Seebach (* 5. Juni 1816; † 27. Dezember 1890) am 11. Juni 1839 geschlossenen Ehe ging mehrere Kinder hervor:
- Clotilde Maria (* 25. März 1840)
- Charlotte Eleonore Elisabeth (* 16. April 1845) ⚭ 1866 Heinrich von Werthern, preußischer Landrat
- Alfred  (* 27. Oktober 1842; † 7. November 1908), preußischer Generalmajor ⚭ Marie von Nostitz (* 1849)
- Ilse Anna Sophie (* 15. Februar 1857)